# (15282) Franzmarc
(15282) Franzmarc ist ein Asteroid des äußeren Hauptgürtels, der von den deutschen Astronomen Freimut Börngen und Lutz D. Schmadel am 13. September 1991 am Observatorium Tautenburg (IAU-Code 033) im Thüringer Tautenburger Wald entdeckt wurde. Unbestätigte Sichtungen des Asteroiden hatte es vorher schon am 24. und 25. Oktober 1981 unter der vorläufigen Bezeichnung 1981 UC24 am Palomar-Observatorium in Kalifornien gegeben.
Der mittlere Durchmesser von (15282) Franzmarc beträgt laut Berechnungen knapp 7 km. Die Albedo wurde mit 0,167 (±0,024) berechnet.
Mittlere Sonnenentfernung (große Halbachse), Exzentrizität und Neigung der Bahnebene des Asteroiden entsprechen grob der Eos-Familie, einer Gruppe von Asteroiden, welche typischerweise große Halbachsen von 2,95 bis 3,1 AE aufweisen, nach innen begrenzt von der Kirkwoodlücke der 7:3-Resonanz mit Jupiter, sowie Bahnneigungen zwischen 8° und 12°. Die Gruppe ist nach dem Asteroiden (221) Eos benannt. Es wird vermutet, dass die Familie vor mehr als einer Milliarde Jahren durch eine Kollision entstanden ist. Nach der SMASS-Klassifikation (Small Main-Belt Asteroid Spectroscopic Survey) wurde bei einer spektroskopischen Untersuchung von Gianluca Masi, Sergio Foglia und Richard P. Binzel bei (15282) Franzmarc von einer dunklen Oberfläche ausgegangen, es könnte sich also, grob gesehen, um einen C-Asteroiden handeln. Wenn sich dies bestätigt, wäre die Bahngleicheit mit der Eos-Gruppe eher zufällig, da Eos-Asteroiden heller sind und der spektroskopischen Klasse S beziehungsweise K angehören.
Die Bahn von (15282) Franzmarc wurde im Jahr 2000 gesichert, so dass eine Nummerierung vergeben werden konnte. Der Asteroid wurde am 13. Oktober desselben Jahres auf Vorschlag von Freimut Börngen nach dem deutschen Maler, Zeichner und Grafiker Franz Marc benannt, der als einer der bedeutendsten Maler des Expressionismus in Deutschland gilt.